# キリストの哀悼 (モレット)
『キリストの哀悼』（キリストのあいとう、伊:Compianto sul Cristo morto）は、イタリアの盛期ルネサンスの画家、モレット・ダ・ブレシアによる1526年から1530年のカンヴァス上の油彩画である。現在、米国のワシントン・ナショナル・ギャラリーに所蔵されている。画家の若い頃に描かれた本作は、パオロ・カイリーナ (子) による、ほぼ同時期の作品『十字架降下の祭壇画』と非常に似ているが、モレットがの方がより明るく鮮明な色彩を用いているなど、両者の間には色彩の使用に明らかな相違点がある。モレットが『キリストの哀悼』の中で再び用いた、いくつかの要素は画業の後半に繰り返されており、本作はモレットの芸術家としての訓練と教育についての明確な概念を表している。

## 歴史
絵画の依頼者と本来設置されていた場所についての記録は残っていない。作品は、エグレモント・コレクションにあった19世紀に最初に記録されている。その後、知られていない時期にリッチモンド・アポン・テムズのクック・コレクションのために取得された。このコレクションには、モレットの『大ヤコブと聖ヒエロニムスのいる玉座の聖母』も含まれていた。1898年、ピエトロ・ダ・ポンテは作品について記述し、チェーザレ・マーニに帰属させたが、マーニへの帰属を裏付ける出典を引用していない。1939年にワシントンのナショナル・ギャラリーの一部となっていたクレス・コレクションが1947年に本作を購入した。

## 概要
絵画は、磔で死んだイエスと、その足元にいるマグダラのマリア、左の聖母マリア、右の使徒ヨハネの悲嘆を描いている。ヨハネは、イエスの遺体が置かれている開いた墓に片足を載せている。場面の背景は、ヨハネの右側の岩壁に隠れている丘陵の生い茂った風景に開かれている。空はいくつかの入道雲で満たされているが、地平線の周りでは晴れている。
本作を研究した最初の美術史家の一人であるピエトロ・ダ・ポンテは、「人物に見られる素晴らしい悲嘆の表現で注目すべきカンヴァス画」と呼んだ。1913年、タンクレッド・ボレニウスは作品を画家の若い時期に正しく帰属させ、マグダラのマリアと、モレットのずっと後の『シモンの家の晩餐』(1550年）中のイエスの足元にいる女性との強い類似性に注目した。ボレニウスはまた、本作を『十字架降下の祭壇画』(パオロ・カイリーナ (子) に帰属され、おそらくほぼ同時に完成した) と本作を比較した。
「誰が誰を模倣したか」という質問には長い間、答えが得られず 、1965年になってようやく解決された。ガエターノ・パナッツォは、『十字架降下の祭壇画』が修復された後、技法と色彩をモレットの作品と比較することができた。パナッツォの研究から、カイリーナの作品は、「若い時期だけでなく、（ずっと）モレットにとって大きな重要性を持っていた色彩と光の効果を使用した」。パナッツォは、「（カイリーナの作品は）感情、視線、リズムに、一種の甘さ、退屈な平穏ささえ見られる」と述べた。
1954年に『キリストの哀悼』を分析したカミッロ・ボセッリは、本作の近代的ともいえる照明技術の使用を強調し、それが『十字架降下の祭壇画』よりも画面の悲劇性を高めていると述べている。ボセッリは、人物がキリストの身体に「しがみつく」一方で、向きを変えて、高揚した、ダイナミックなドラマの感覚を創造していることに注目した。
『キリストの哀悼』の現存する複製がある。 2点はイタリアの個人コレクションにあり、1点はブレシアのコッカーリオにあるサン・ジョヴァンニ・バッティスタの教区教会にある。